# Sedma križarska vojna
Sedma križarska vojna (1248–1254) je bila prva od dveh križarskih vojn, ki jih je vodil francoski kralj Ludvik IX. Znana tudi kot križarska vojna Ludvika IX. za Sveto deželo. Cilj vojne je bil povrniti Sveto deželo z napadom na Egipt, glavno središče muslimanske moči na Bližnjem vzhodu. Križarska vojna je bila odgovor na neuspehe v Jeruzalemskem kraljestvu, začenši z izgubo Svetega mesta leta 1244. Vojno je oznanil papež Inocenc IV. v povezavi s križarsko vojno proti cesarju Frideriku II., baltskimi upori in mongolskimi vpadi. Po začetnem uspehu se je sedma križarska vojna končala s porazom, saj so muslimani ujeli večino krščanske vojske, vključno s kraljem. 
Po osvoboditvi je Ludvik štiri leta ostal v Sveti deželi in si po svojih najboljših močeh prizadeval ponovno vzpostaviti Jeruzalemsko kraljestvo. Boj med papeštvom in Svetim rimskim cesarstvom je medtem  ohromil Evropo, zato se je po Ludvikovem njegovem ujetju le malo ljudi odzvalo na njegove klice na pomoč. Edini odgovor je bila križarski pohod pastirjev leta 1251, ki je bila sprva namenjena reševanju kralja, in se je končala s katastrofo. Leta 1254 se je Ludvik vrnil v Francijo in pred tem sklenil nekaj pomembnih sporazumov. Njegova naslednja križarska vojna je bila odprava v Tunis leta 1270, imenovana tudi osma križarska vojna, ki je bila prav tako neuspešna. Kralj je kmalu po izkrcanju  umrl za grižo. 

## Ozadje
V letih, ki so sledila križarskemu pohodu baronov, so Jeruzalemsko kraljestvo in dinastijo Ajubidov pestili notranji spori, ki so se na koncu izkazali za katastrofalne za obe državi. Izguba Jeruzalema in poraz pri Gazi leta 1244 sta na koncu zaznamovala propad krščanske oblasti v Sveti deželi in privedla do vzpona Mameluškega sultanata. V tem ozadju sta Ludvik IX. Francoski in papež Inocenc IV. začela sedmo križarsko vojno, da bi si povrnila Jeruzalem.

### Jeruzalem od leta 1241 do 1244
Križarski pohod baronov se je končal leta 1241, ko je Jeruzalemsko kraljestvo po pogajanjih Teobalda I. Navarskega doseglo svoj največji obseg od leta 1187. Ko je Rihard Kornvalski zaključil pogajanja z muslimani, si je zagotovil podporo vplivne družine Ivana Ibelinskega, starega gospoda Bejruta. Sveti rimski cesar Friderik II. je bil marca 1229 kronan za jeruzalemskega kralja, Ibelini pa so se strinjali, da ga bodo sprejeli za regenta, če bo Simon Montfortski imenovan za baillija do polnoletnosti Konrada II. Jeruzalemskega, ko bo lahko sam prevzel kraljestvo.  
Ko se je Rihard 3. maja 1241 vrnil domov, se je zdelo, da je Jeruzalemsko kraljestvo s sedežem v Akri obnovljeno, vendar je zaradi Friderikove odsotnosti trpelo zaradi pomanjkanja trdne osrednje oblasti.
Medtem ko so čakali na Friderikov odgovor na Rihardov predlog, so baroni vztrajali pri zahtevi, da Jeruzalemu vlada Alica Šampanjska. Rihard Filangieri je ostal v Tiru, medtem ko so se različni baroni vrnili v svoje fevde v Siriji in na Cipru. Filip Montfortski, gospod Tira, je ostal v Akri. Templarji, nezadovoljni s sporazumom z Egiptom, so leta 1241 oblegali hospitalce v Akri in Hebronu, ki so pod vodstvom velikega mojstra Pierra de Vieille-Brioudeja podprli sporazum. An-Nasir Davud, emir Damaska in zaveznik hospitalcev, se je odzval z napadom na krščanske romarje in trgovce. Templarji so se za napad maščevali in 30. oktobra 1242 izropali Nablus, požgali mošejo in pobili domače kristjane. Muslimani so bili nerazumni v svojem prepričanju, da mir s Franki ni mogoč.
Nekateri hospitalci so se pridružili Filangieriju v zaroti, da bi Akro predali imperialistom, vendar so templarji, Filip Montfortski, Genovežani in Benečani preprečili  poskus državnega udara. Glavnina hospitalcev, ki je vodila vojaško akcijo pri al-Markabu proti Alepu, se je vrnila in de Vieille-Brioude je ovrgel trditev, da je šlo za zaroto. Mesto je ostalo pod nadzorom Ibelina, Filangieri pa je bil odpoklican v Italijo. 5. junija 1243 je Visoko sodišče razsodilo, da sta Alica in njen mož Ralph Neslejski upravičena do vladanja Jeruzalemu kot regenta za Konrada II., dokler on sam ne pride v kraljestvo. Tir je ostal pod okupacijo Rihardovega brata Lotarja Filangierija. Ko je bil Rihard zaradi nevihte prisiljen vrniti se v Akro, je padel v roke baronov in Lotar je moral 10. julija 1243 predati citadelo v Tiru, da bi ga rešil. Balian Ibelinski je bil imenovan za kraljevega skrbnika Tira, gospostvo pa je bilo sčasoma dodeljeno Filipu Montfortskemu. Jeruzalem je bil v bistvu fevdalna republika, ki so jo upravljali najmočnejši baroni.
Po osvojitvi Jeruzalema in večjega dela Galileje se kraljestvo ni moglo dovolj organizirati, da bi se uprlo grožnjam Ajubidov in Mongolov. Prepiri med imperialističnimi privrženci Friderika II. in Ibelinov, med templjarji in hospitalci ter bitka med Akro in Tirom so kraljestvo pustili skoraj brez obrambe. Poraz imperialistov je templjarje postavil v tako močan položaj, da so se leta 1243 s koalicijo vladarjev Homsa, Keraka in Damaska sklenili sporazum proti Egiptu, ki je ublažil napetosti in redu vrnil Tempeljski grič. Veliki mojster Armand de Périgord je zmagoslavno poročal papežu o vrnitvi templjarjev v njihov prvotni dom. Sporazum je sicer obljubljal okrepitev frankovske varnosti v Siriji, vendar se je zaradi bližajočega se napada izkazal za ničnega.

### Ajubidi in izguba Jeruzalema
Po smrti sultana al-Kamila leta 1238 so bile politične razmere v Egiptu in Levantu kaotične, zaostrene zaradi rivalstva med njegovimi sinovi. V začetku leta 1240 je bil njegov najstarejši sin al-Salih Ajub med pripravami na invazijo na Egipt obveščen, da njegovega polbrata al-Adila II., takratnega sultana, držijo v ujetništvu njegovi lastni vojaki. Povabljen je bil, naj nemudoma pride v Kairo in prevzame sultanat. Po prevzemu oblasti junija 1240 še zdaleč ni bil varen, saj dinastija in z njo povezani kurdski klani sploh niso bili enotni. V Egiptu je močna frakcija emirjev kovala zaroto, da bi ga odstavila in nadomestila z njegovim stricem al-Salihom Ismailom, ki je ponovno prevzel oblast v Damasku. Al-Salih Ajub se je zatekel v kairsko citadelo, saj ni več zaupal niti nekoč zvestim emirjem, ki so ga pripeljali na oblast. Jedro njegove vojske so tvorili kipčaški najemniki, ki so ostali po mongolski invaziji na Bližnjem vzhodu in kasneje postali  znani kot Mameluki. Pred koncem sedme križarske vojne so Mameluki strmoglavili dinastijo Ajubidov in sami prevzeli oblast v sultanatu.
Leta 1240 je srednjeazijsko pleme, znano kot Horezmijci, napadlo ozemlje Alepa in v štirih letih zdesetkalo Levant. Ker po smrti Džalala al-Dina Mangburnija niso več imeli močnega vodje, so bili v bistvu svobodnjaki, ki so delovali kot najemniška tolpa. 11. novembra 1240 so blizu Bzaha premagali alepsko vojsko Saladinovega sina al-Muazama Turanšaha in nato zavzeli Manbidž. Homski emir al-Mansur Ibrahim, ki je bil na ta položaj imenovan po smrti svojega očeta al-Mudžahida, je 6. januarja 1241 blizu Edese premagal Horezmijce in si z emirjem Damaska Badrom al-Din Lulujem razdelil plen. Alepska vojska se je nato združila s seldžuško vojsko pod poceljstvom sultana Kejhusreva II. in pri Amidi premagala ajubidsko vojsko, ki jo je vodil as-Salihov sin in namestnik al-Muazam Turanšah. Horezmijci so se nato povezali z al-Muzafarjem Gazijem, da bi izvedli protinapad, in bili avgusta 1242 poraženi pri al-Majdalu. Kejhusrev II. je nato junija 1243 v bitki pri Köse Dağu doživel hud poraz od Mongolov, kar je ogrozilo celotno Mezopotamijo.
Horezmijska vojska je na as-Salihovo povabilo napredovala skozi Sirijo in Palestino in med obleganjem Jeruzalema 15. julija 1244 opustošila mesto. Mestna citadela, Davidov stolp, se je predala 23. avgusta 1244, krščansko prebivalstvo mesta pa je bilo izgnano ali pobito. Kasneje istega leta se je as-Salih, tudi tokrat zaveznik Horezmijcev, v bitki pri La Forbieju pri  Gazi oktobra 1244 soočil z as-Salihom Ismailom, ki je bil zdaj zaveznik križarjev. Poraz krščanske vojske je pomenil propad krščanske moči v Sveti deželi. Leta 1245 je as-Salih zavzel Damask in od kalifa al-Mustasima v Bagdadu prejel naziv sultana. Leta 1246 je ocenil, da so njegovi horezmijski zavezniki nevarno neobvladljivi, zato se je obrnil proti njim in jih  blizu Homsa premagal, ubil njihove voditelje in razpršil ostanke njihove vojske po Siriji in Palestini. Ko se je tri leta pozneje začela sedma križarska vojna, se je as-Salih boril proti svojemu stricu v Siriji in se hitro vrnil v Egipt, kjer je 22. novembra 1249 umrl.

### Vojaški redovi
Sporazum z Ajubidi iz leta 1243 ni dolgo ohranil miru. Vojaški redovi v Jeruzalemskem kraljestvu so se združili in se 17. in 18. oktobra 1244 spopadli pri Hirbiji v tako imenovani bitki pri La Forbieju, včasih znani kot bitka pri Gazi. V bitki so se križarji pod vodstvom Valterja IV. Briennskega in damaščanska vojska spopadli z egiptovsko in horezmijsko vojsko. V bitki, ki je bila zadnja večja bitka med Franki in muslimani, je umrlo 5000 križarjev, 800 pa jih je bilo ujetih. Med mrtvimi sta bila veliki mojster templjarjev Armand de Périgord in nadškof Tira Peter II. Sarginski. Ujeti so bili Guillaume de Chateauneuf, veliki mojster hospitalcev, in poveljnik Walter IV. Briennski. Preživelo je le 33 templjarjev, 27 hospitalcev in trije tevtonski vitezi, ki so skupaj s Filipom Montfortskim in latinskim patriarhom Robertom Nantskim pobegnili v Aškelon. Jean de Ronay, vršilec dolžnosti velikega mojstra  hospitalcev, in Guillaume de Sonnac, Armandov naslednik, sta se odpravila podpret sedmi križarski pohod. Oba sta v Sveto deželo prispela po porazih leta 1244. Hugues de Revel, gospod Krak des Chevaliersa od leta 1243 do 1248, je leta 1258 postal de Chateauneufov stalni naslednik.

### Ludvik IX. Francoski
Ludvik IX. je bil rojen 25. aprila 1214 kot sin Ludvika VIII. Francoskega in Blanke Kastiljske. Ko je bil Ludvik star 12 let, mu je novembra 1226 umrl oče, komaj tri leta potem, ko je zasedel prestol. Ludvik je bil v enem mesecu kronan za kralja. V Franciji je kot regentka vladala njegova mati Blanka Kastiljska in sina vzgojila v velikega voditelja in dobrega kristjana. Blanka se je spopadala z uporniškimi vazali in leta 1229 zagotovila uspeh Kapetingov v 20-letni križarski vojni proti Albižanom.
Prva večja kriza, s katero se je soočil Ludvik, je bila saintongenska vojna v letih 1242–1243, v kateri so se kapetske sile, ki so podpirale Ludvikovega brata Alfonsa Poitierskega, postavile proti Henriku III. Angleškemu in njegovim celinskim zaveznikom. Ivan II. Soissonski je podpiral Ludvika in se kasneje pridružil njegovemu križarskemu pohodu.  Henrik je upal, da bo povrnil ozemlje Anžujcev, izgubljeno med vladavino njegovega očeta. Francozi so julija 1242 v bitki pri Taillebourgu odločno premagali Angleže, kar je bil zadnji večji spopad med njim do gaskonjske vojne.
V Sveti deželi sta šesta križarska vojna in križarska vojna baronov kraljestvo vrnila v največjo velikost od bitke pri Hattinu leta 1187. Poraz v tej bitki se je nadaljeval z obleganjem Jeruzalema leta 1244 in njegovega plenjenja. Jeruzalem je postal kup ruševin, neuporaben tako za kristjane kot za muslimane. Plenjenje Jeruzalema in pokol kristjanov sta spodbudila Ludvika IX., da je organiziral svojo prvo križarsko vojno. Veliko evropskih kristjanov, ki so v zadnjih dveh stoletjih večkrat videli mesto prehajati iz rok v roke kristjanov in muslimanov, je menilo, da gre za izgubljeno vojno. Navdušenje zanjo je kljub papeškim pozivom večinoma izpuhtelo. Poleg tega so bile skoraj vse zahodnoevropske države vpletene v lokalne konflikte ali večje medsebojne vojne, kar je njihovim voditeljem preprečevalo, da bi se podali na tuje na izjemno tvegan pohod z vprašljivim izidom.
Konec leta 1244 je Ludvik zbolel za hudo malarijo in  prisegel, da se bo, če bo okreval, odpravil na križarski pohod. Bolezen je preživel in takoj ko mu je zdravje dopuščalo, vzel križ in začel s pripravami na vojno. Križarska vojna pod Ludvikovim vodstvom je bila opisana kot "morda edina odprava od časov Godfreja Bouillonskega, ki si je zaslužila ime sveta vojna". Ludvika je že prej zelo pretresla stiska Ivana Briennskega med obleganjem Konstantinopla leta 1235, zato je v Konstantinopel poslal misijo pod vodstvom dominikanca Andréja de Longjumeauja, da bi pridobil svete relikvije, vključno s trnovo krono, deli Pravega križa, svetim kopjem in sveto gobo. V Parizu je začel graditi Sainte Chapelle, kjer naj bi bili v velikem relikviariju razstavljeni sveti predmeti. Papeški blagoslov za križarsko vojno je prišel kasneje.

### Inocenc IV.
Inocenc IV. je postal papež 25. junija 1243 in bil soočen tako z verskimi kot političnimi križarskimi vojnami. V tistem času je bilo papeštvo v sporu s cesarjem Friderikom II., ki je bil takrat izobčen. Friderik je bil sprva zadovoljen z Inocencovo izvolitvijo, a mu je kmalu postalo jasno, da namerava Inocenc nadaljevati politiko svojih predhodnikov. Zaradi strahu pred ugrabitvijo je Inocenc IV. marca 1244 zapustil Rim in odpotoval v Lyon. Na poti ga je zasledovala cesarska konjenica. Ludvika IX. je zaprosil za azil, a mu je kralj  prošnjo zavrnil. Papež v izgnanstvu je leta 1245 predsedoval Prvemu lyonskemu koncilu.  Ludvik IX. je na koncilu vzel križ in prevzel vodstvo novega križarskega pohoda, katerega cilj je bil ponovna osvojitve Svete dežele. Friderik je medtem oblegal Rim, zato je papež z okrožnico Ad Apostolicae Dignitatis Apicem (Do vrha apostolskega dostojanstva) uradno podaljšal cesarjevo izobčenje in odstavitev s sicilskega prestola.
Inocenc IV. Je od Gregorja IX. podedoval prusko križarsko vojno, usmerjeno proti poganskim Prusom. Bil je tudi prvi, ki se je resno soočil z grožnjo, ki jo je predstavljal mongolski vdor v Evropo leta 1241. Po Lyonskem koncilu je poslal odposlance k Mongolom in se hkrati z ruskimi knezi pogajali tudi o cerkveni uniji z Rimom. Ker sta se tako Daniel Romanovič Gališko-Volinski kot Jaroslav II., veliki knez Vladimirja, dozdevno pozitivno odzvala na ponudbo, je papež opustil idejo o zavezništvu z Mongoli in si namesto tega prizadeval skleniti zavezništvo z Rusi, da bi se uprl mongolski grožnji. Januarja 1248 se je papež pridružil Heinrichu von Hohenloheju, velikemu mojstru tevtonskega reda, da bi opozoril Daniela in Jaroslavovega sina Aleksandra Nevskega na bližajoče se mongolske napade na krščanstvo in se združil pod papeško oblastjo v obrambi pred napadalci. Oba ruska kneza sta predlog sprejela. Sčasoma so se Inocencovemu zavezništvu pridružili vsi vzhodnoevropski vladarji, ki še niso bili pod mongolsko prevlado, vendar samo kratkotrajno. Septembra 1243 je Inocenc izdal bulo Qui justis causis (Kdo iz upravičenih razlogov), s katero je odobril nadaljevanje severne križarske vojne.
Papež je bil odločen v svojem cilju uničenja Friderika II. Poskusi Ludvika IX., da bi dosegel mir, so bili zaman. Leta 1249 je papež ukazal križarsko vojno proti Frideriku II. in po cesarjevi smrti decembra 1250 z neizprosno resnostjo nadaljeval boj proti jegovemu nasledniku Konradu IV. Nemškemu in njegovemu polbratu Manfredu Sicilskemu. Sicilska krona je po odstavitvi Friderika II. prešla na Sveti sedež, Inocenc pa jo je najprej ponudil Rihardu Kornvalskemu in Edmundu Grbastemu, bratu oziroma sinu Henrika III. Angleškega. Po smrti Konrada IV. maja 1254 je papež končno priznal dedne zahteve Konradovega dveletnega sina Konradina. Papežu se je podredil tudi Manfred, a se je kmalu uprl in 2. decembra 1254 v bitki pri Foggii premagal papeške čete. Inocenc IV. je nekaj dni pozneje umrl.

### Pogajanja z Mongoli
Leta 1245 je Inocenc IV. svoja prizadevanja v Sveti deželi in Baltiku dopolnil z dvema odposlanstvoma v Mongolsko cesarstvo na dvor velikega kana, s čimer je začel poskuse sklenitve francosko-mongolskega zavezništva. Prvo delegacijo je vodil frančiškan Janez da Pian del Carpine, ki je v Karakorum potoval skozi Rusijo in Srednjo Azijo. Avgusta 1246 je prisostvoval kurultaju, na katerem je bil za velikega kana potrjen Gujuk. Gujuk je po prejemu papeževe prošnje, naj sprejme krščanstvo, zahteval, da papež prizna njegovo suverenost in pride v Karakorum, da se mu pokloni. Po vrnitvi v Rim konec leta 1247 je Janez poročal, da Mongoli želijo le osvajati. Papeževo drugo delegacijo je vodil dominikanec Ascelin Lombardski, ki je maja 1247 odpotoval v Tabriz, da bi se srečal z mongolskim generalom Bajdžujem Nojanom. Bajdžu in Ascelin sta se pogajala o zavezništvu proti Ajubidom. Bajdžu je načrtoval napad na Bagdad in bi mu ustrezalo, da bi Sirce zmotil križarski pohod Frankov. Skupaj z Ascelinom je v Rim poslal svoja odposlanca Ajbega in Serkisa, kar je ponovno spodbudilo upanje Zahoda. Novembra 1248 sta se odposlanca vrnila k Bajdžuju in pogajanja o zavezništvu so se s tem končala. 

## Priprave
Leta 1244 je bil mir prejšnjega desetletja v Sveti deželi sesul, kar je izničilo obete po ponovni vzpostavitvi frankovske oblasti v Levantu. Večina frankovskih pridobitev v južni Palestini je bila izgubljena. Aškelon je padel leta 1247. Katastrofa na vzhodu je pod vprašaj postavila obstoj Jeruzalemskega kraljestva, ki je poslalo na Zahod prošnje za pomoč. Ludvik IX. Francoski je po skorajšnji smrti zaradi bolezni vzel križ, vendar ni bilo jasno, ali  zaradi njegovih mističnih zdravilnih lastnosti, v katere so takrat verjeli, ali kot znak hvaležnosti, ker je preživel bolezen. Kralj je kljub očitno močnemu začetnemu nasprotovanju matere in drugih članov njegovega spremstva ostal trden v svoji odločitvi. Ko si je opomogel, je  ponovil svojo zaobljubo in pozval svoje brate in dvorjane, naj mu sledijo.

### Novačenje
Ludvik je brez predhodnega papeževega dovoljenja prevzel križ od pariškega škofa Viljema Auvernskega. Škof, ki je bil dober poznavalec razmer na Bližnjem vzhodu, je morda podvomil v modrost kraljeve odločitve. Ne glede na materino,  škofovo in politično nasprotovanje je Ludvik vztrajal pri ideji, da je njegov križarski pohod njegov osebni in duhovni obred preporoda.
V naslednjih dveh mesecih je bila izdana papeška bula, s katero je bilo dovoljeno pridiganje križarske vojne. Odo iz Châteaurouxa, kardinal-škof Frascatija, je začel pridigati v Franciji, legitimizirati regionalne pridigarje in zbirati sredstva. Odo je bil že desetletja globoko vpleten v križarsko gibanje, saj je leta 1226 osebno pridigal o vojni proti albižanskim heretikom, okoli leta 1240 proti Mongolom in kasneje proti muslimanom v Sveti deželi med Ludvikovo drugo križarsko vojno. Kot kardinal je vodil propagandno kampanjo za Ludvikovo prvo križarsko vojno in spremljal kralja na vzhod kot papeški legat. Čeprav so v svojih prošnjah poudarjali stisko Svete dežele in francoski nacionalni ponos, so morali pridigarji pojasnjevati, da lahko verniki prispevajo tudi v denarju in z molitvami.
Pridigarska kampanja v letih 1245 ni 1248 ni potekala gladko. Odo je moral uravnotežiti klic v Sveto deželo z vojno proti Frideriku II. Nemškemu, francoska vlada pa je Ludvikovo križarsko vojno namerno povezala z zatrtjem upora med obleganjem Montségurja leta 1244, zadnjim dejanjem albižanske križarske vojne. Upornike so prepričali, da so križ vzeli kot simbol zvestobe Kapetingom. Med drugimi konkurenčnimi križarskimi vojnami so bile pruska križarska vojna, livonska križarska vojna proti Kurom in predlagana križarska vojna za zaščito konstantinopelskega Latinskega cesarstva pred Nikejskim cesarstvom.
Novačenje na francoskem dvoru se je razvijalo počasi. Ludvikov najmlajši brat Alfons Poitierski, ki je leta 1245 prevzel križ, je imel svojo vojsko pripravljeno šele spomladi 1249. V severni Franciji so se možje pridružili še leta 1250, ko sta se pridružila tudi Ludvikova brata Karel I. Anžujski in Robert I. Artoiški. Novačenje je potekalo predvsem v francoskem kraljestvu, Burgundiji, Loreni in Spodnjih deželah med Meuso in Renom. Leta 1248 Ludviku ni uspelo prepričati Haakona IV. Norveškega, da bi se mu pridružil kot poveljnik križarske flote. Poleg kralja in njegovih bratov so bili med zvestimi veterani križarskih vojn Hugo IV. Burgundski, Peter Maulcerc in njegov vazal Raoul de Soissons, med uporniki pa Rajmond VII. Toulouški in njegov tast Hugo X. Lusignanski. Rekruti so prihajali iz vsega kraljestva, od Flandrije in Bretanje do Poitouja, Bourbona in Languedoca. Zdi se, da so iz Bretanje sodelovali praktično vsi večji zemljiški posestniki. Teobald Šampanjski se ni hotel pridružiti, vendar je kralju zagotovili 1000 mož. V začetku leta 1247 so križarji v Châteaudunu ustanovili bratovščino za nakup materiala in ladij, zagotavljanje sredstev za tiste, ki so se odpravili na pohod, in zbiranje donacij nekrižarjev. Podeljevanje odpustkov je bilo pogosto predmet zlorab. Po letu 1246 in številnih incidentih križarjem ni bilo več dovoljeno izogibati se tožbam v zvezi s fevdi in zastavnimi pravicami. Veliko križarjev je začelo krasti, ubijati in posiljevati, zaradi česar je papež škofom ukazal, naj ne ščitijo takšnih hudobcev, ne glede na podeljene križarske privilegije.

### Udeležba Angležev
Henrik III. Angleški, ki ga je Ludvik IX. leta 1242 premagal pri Taillebourgu, se ni hotel vpletati v francosko vojno. Bejrutskemu škofu Galeranu, ki je priplul iz Akre v imenu latinskega patriarha Roberta Nantskega, je zavrnil vstop v kraljestvo. Škofova naloga je bila razložiti zahodnim knezom, da morajo na vzhod poslati okrepitve, če ne želijo, da bi kraljestvo propadlo. Robert je bil prisoten v bitki pri La Forbieju, iz katere je komaj pobegnil. Kasneje je relikvijo Svete krvi poslal Henriku III. v nazadnje neuspešnem poskusu, da bi ga prepričal, naj gre na križarsko vojno.  Henrik je edino podpisal premirje, v katerem je obljubil, da med križarsko vojno ne bo napadel francoskih ozemelj, križ pa je prevzela majhna enota Angležev pod vodstvom Williama Longespéeja. Angleški kronist Matej Pariški je pomagal Ludviku IX. pri njegovem poskusu rekrutiranja norveškega kralja Haakona IV. in pisal o križarski vojni v svoji Chronica Majora, sam pa ni odpotoval v Sveto deželo.

### Financiranje križarske vojne
Ludvikovi stroški za križarsko vojno so znašali več kot 1,5 milijona turskih liver, šest njegovih letnih prihodkov. Vojaki so ga stali tisoč liver na dan. Ludvik je večino stroškov pokril iz drugih virov in ne iz svojih rednih dohodkov. Leta 1248 je iz kraljestva izgnal judovske posojevalce denarja in zasegel njihovo premoženje. Ukrep je bil odraz kraljeve protijudovske politike in predsodkov. Približno 80 mest iz vse Francije je leta 1248 zbralo več kot 70.000 liver, približno toliko kot so znašali prispevki Normandije. Ludvikova obdavčitev mest ni bila brez primere, saj so kraljeva mesta pomagala financirati tudi križarsko vojno, ki jo je vodil njegov praded Ludvik VII. Francoski.
Večina denarja za vojno je bila pridobljen predvsem iz odkupov zaobljub in duhovniških davkov. Odkupi so bili sistematično ponujani in pobrani. Papež je izrazil zaskrbljenost, da so bili pogoji za odkup preohlapni in dajatve prenizke, kar je povzročilo špekulacije in goljufije, zaradi česar je uvedel revizijo. Kar zadeva duhovniško obdavčitev, je bil odobren davek v višini dvajsetine, francoska duhovščina pa je v petih letih ponudila desetino. Zaradi odvračanja pozornosti od križarske vojne proti Hohenstaufenom, se pravi proti Frideriku II., in dojemanja podviga v Sveti deželi kot francoske križarske vojne, so se zmanjšali mednarodni prispevki, angleška in nemška cerkev pa sta ostali ob strani. Posamezni poveljniki, vključno s kraljevimi brati, so prejemali subvencije in zbirali sredstva tudi iz svojih zemljišč. Večina sredstev za križarsko vojno in duhovniških davkov je verjetno prišla v kraljevo blagajno. Centraliziran sistem financiranja odprave je Ludviku dal izjemen nadzor nad njegovimi glavnimi privrženci.

### Jean de Joinville
Oktobra 1245 je Ludvik zbral svoje barone, da bi pridobil njihovo soglasje in podporo za križarsko vojno. Naslednje leto je v Parizu sklical še en zbor plemičev, da bi prisegli zvestobo njegovim otrokom, če se ne bi vrnil s križarskega pohoda. Eden od poklicanih je bil Jean de Joinville-sur-Marne, senešal iz Šampanje, čigar pripoved je najpodrobnejša osebna pripoved o križarski vojni. Joinville je prihajal iz križarske družine. Njegov stari oče je umrl v tretji križarski vojni, dva strica pa sta bila udeleženca četrte križarske vojne. Eden od njiju je v njej umrl. Njegov oče Simon iz Joinvilla se je boril v albižanski križarski vojni in s svojim bratrancem Ivanom Briennskim v Egiptu med peto križarsko vojno. Jean je leta 1248 zavrnil prisego zvestobe Ludviku in se je izplul iz Marseillea s skupino dvajsetih vitezov. Za pot je zastavil svoja posestva, a je do Cipra svoj denar že porabil. Spremstvo se mu je uprlo in Jean je bil prisiljen vstopiti v kraljevo službo in prejeti takojšnjo podporo za svojo vrnitev. Ta vzorec odplačevanja dolgov z Ludvikovo pomočjo je bil razširjen in je vključeval vse bogate plemiče, tudi kraljevega brata Alfonza, Guya Flandrijskega in Guya V. Foreškega. 

### Prevoz in oskrba
Ludvik je za prevoz v Egipt najel šestnajst ladij iz Genove in dvajset iz Marseillea. Pogodbe, sestavljene leta 1246, so določale prevoz iz Aigues-Mortes, majhnega pristanišča na jugu Francije. Genovski konzul v pristanišču je bil do leta 1249 Guglielmo Boccanegra, ki je kasneje postal blagajnik križarske vojske v Akri.  Ludvikova vojska je štela 10.000 mož in je bila po velikosti primerljiva z vojsko Riharda I. Angleškega aprila 1191. Druge vojske so ubrale alternativne poti, nekatere iz Marseillesa, nekatere pa iz atlantskih pristanišč. Na Cipru, določenem za zbirno mesto, so Ludvikovi agenti že dve leti kopičili ogromne količine hrane. Del zalog se je kupil na Cipru, del pa je bil poslan skupaj z vojsko iz Francije. Z najemanjem, plačevanjem, nakupovanjem in  proizvodnjo se je poskrbelo, da bo čim manj prepuščeno usodi ali naključju.

### Politično in diplomatsko okolje
Ludvikove priprave so trajale tri leta. Za plačilo odprave so bili pobrani izredni davki, vključno z davki duhovščini. Upravljanje Francije v njegovi odsotnosti je kot regentka prevzela njegova mati Blanka Kastiljska. Političnih in pravnih težav je bilo kar nekaj. Henriku III. Angleškemu je bilo treba zaupati, da bo ohranil obljubljeni mir. Benečani so bili razdraženi, ker bi nova križarska vojna ogrozila ali celo prekinila njihove trgovinske dogovore z Egiptom. Še bolj sovražni so postali, ko je Ludvik najel ladje iz Genove in Marseilla in ne njihovih. Razmere s cesarjem Friderikom II. so bile nenavadno zapletene. Ludvik si je Friderikovo hvaležnost prislužil s svojo nevtralnostjo v sporu med papeštvom in cesarstvom, vendar je zagrozil z intervencijo, ko je Friderik predlagal napad na papeža v Lyonu. Friderik je bil tudi oče jeruzalemskega kralja Konrada II., brez čigar dovoljenja Ludvik ni imel pravice vstopiti v državo. Razmere so se še bolj zapletle, ko so francoski odposlanci obvestili Friderika o poteku križarske vojne, on pa je informacije posredoval sultanu as-Salihu Ajubu.

## Odprava v Egipt
Sedma križarska vojna se je uradno začela 12. avgusta 1248, ko je Ludvik IX. odpotoval iz Pariza. V njegovem spremstvu so bili njegova žena Margareta Provansalska ter brata Karel I. Anžujski z ženo Beatrice Provansalsko in Robert I. Artoiški. Najmlajši brat Alfonz Poitierski z ženo Ivano Toulouško je odpotoval naslednje leto. V kraljevem spremstvu sta bila bratranca in vazala Hugo IV. Burgundski in Peter Maulcerc, ki sta zaradi sodelovanja v baronski križarski vojni veljala za veterana, Hugo XI. Lusignanski, Jean de Joinville z bratrancem Ivanom, grofom Saarbrückna, in Olivier de Termes, veteran albižanske križarske vojne. Nekateri so se vkrcali v Aigues-Mortesu, drugi pa v Marseilleu. Angleški odred je vodil William Longespée, vnuk Henrika II. Angleškega, ki je s seboj vzel svojo ljubico Ido de Tosny. Preostale angleške lorde, ki so se zavezali, da se bodo pridružili križarski vojni, je Henrik III. s papeževo pomočjo zadržal. Pohodu sta se pridružila tudi škotska lorda  Patrick II. Dunbarski in Stewart Dundonaldski.

### Začetek pohoda
Ko so se priprave na križarsko vojno bližale koncu, se je Ludvik v izrazito verski procesiji odpravljal proti pristanišču Aigues Mortes. Kraljev odhod je spremljala vrsta dogodkov, ki so dosegli vrhunec s posvetitvijo Sainte-Chapelle. Ta dvorna kapela je bila zgrajena kot relikviarij, v katerem je kralj hranil novo pridobljeno zbirko svetih relikvij, ki mu jih je poslal latinski cesar Konstantinopla Balduin II. Francoski kralj je s svojo križarsko vojno poskušal zapolniti izpraznjen položaj vodje krščanstva par excellence. Položaj se je izpraznil zaradi trenj med cesarjem Friderikom II. in papežem Gregorjem IX., zaradi katerih je bil Friderik izobčen. Ludvik se je na križarsko vojno ne nazadnje odpravil tudi zaradi svoje osebne zaveze, ki ga je naredila za spokornika. Preden je zapustil Pariz, se je odpravil v opatijo St. Denis, kjer je prejel Oriflamme, sveto zastavo opatije, ki je veljal za insignijo romarja. Od tam je nato oblečen kot spokornik odšel v stolnico Notre Dame, kjer je poslušal mašo. Nato je bos nadaljeval pot do opatije sv. Antona. Ludvik se je tudi  po odhodu iz Pariza na javnih nastopih oblačil kot romar. V Lyonu se je srečal papežem z Inocencem IV. in od tam odpotoval proti Sredozemlju, kjer je med potjo delil pravico. Bil je prvi francoski kralj, ki je obiskal to regijo po svojem očetu leta 1226. 25. avgusta je Ludvik odplul proti svojemu prvemu cilju, Limassolu v lusignanskem delu Cipra.

### Postanek na Cipru
Ludvik IX. je 17. septembra 1248 priplul na Ciper in se naslednji dan izkrcal. Plovbo, ki je trajala dobrih 22 dni, je v pismu na široko opisal kraljev komornik Sarrasin. Na Cipru je kralj dolgo čakal, da se zberejo vse njegove sile. Čakanje ga je drago stalo, saj je na Cipru zaradi bolezni umrlo veliko mož, med njimi Ivan Montfortski, Peter Vendômski, Ivan I. Dreuxski in Archambaud IX. Bourbonski. Na poti je umrl  Robert VII. Béthunski. Drago je bilo tudi vzdržavanje vojske manj premožnih vazalov. Ciprski kralj Henrik I. je križarje lepo sprejel. Plemičem iz Francije so se pridružili plemiči iz Akre. Na posvetu so bili soglasni, da je cilj pohoda Egipt, ki je bil najbogatejša in najbolj ranljiva provinca Ajubidov.
Ludvik je želel takoj začeti z operacijami, a so ga veliki mojstri redov in sirski baroni ustavili, ker bi se kmalu začele zimske nevihte, v katerih je bila plovba v delti Nila zelo nevarna. Franki so z odlašanjem zamudili priložnost, saj je bil sultan as-Salih Ajub s svojo vojsko takrat v bojih pri Homsu proti alepskemu emirju an-Nasirju Jusufu. Templarji so se medtem začeli pogajanja s sultanom in mu predlagali, da bi invazijo Frankov lahko odvrnil z ozemeljskimi koncesijami. Ludvik s temu zakulisnimi spletkami ni hotel imeti nobene zveze. Na vzhod je prišel, da bi se boril proti muslimanom. Guillaumeu de Sonnacu je ukazal, naj prekine pogajanja in sultanu pošlje seznam zahtev.  Od sultan je dobil diplomatski odgovor.
Kralj, ki se ni hotel pogajati z muslimani, se je  po papeževem precedensu začel pogajati z Mongoli. Decembra 1248 sta v Nikozijo prispela dva nestorijanca, Marko in David, ki ju je poslal mongolski general Eldžigidej Nolan, pooblaščenec velikega kana v Mosulu. Na pismo, v katerem so Mongoli izrazili sočutje do krščanstva, se je Ludvik odzval tako, da je na srečanje z Eldžigidejem poslal arabsko govorečega Andréja de Longjumeauja. S seboj je odnesel kapelo, relikvije za oltar in druga darila. Iz Eldžigidejevega tabora je de Longjumeau odšel v Mongolijo in ob prihodu v Karakorum ugotovil, da je kan Gujuk, s katerim se je pogajal papež, umrl, njegova vdova Ogul Kaimiš pa  je postala regentka. Kraljeva darila je sprejela kot poklon in zavrnila pošiljanje svoje delegacije na zahod. De Longjumeau se je leta 1252 vrnil z zahvalnim pismom in prošnjo za podobna darila vsako leto. Ludvika je odziv Mongolov šokiral, a je še vedno upal, da bo z njimi morda sklenil zavezništvo.
Pred odhodom na Ciper je Ludvik na Cipru kopičil zaloge hrane in orožja za vojsko, vendar ni računal na tako veliko množico ljudi. Spomladi, ko je vreme dopuščalo plovbo proti Egiptu, je italijanske trgovce pozval, naj mu pošljejo ladje. Benečani mu jih zaradi odprte vojne z Genovežani in njihovimi zavezniki Pisanci niso hoteli poslati. Po sklenitvi triletnega premirja so tudi beneške ladje do konca maja končno priplule na Ciper.  
Ludvik je medtem v Nikoziji sprejel veliko obiskovalcev. Armenski kralj Hetum I. mu je poslal darila, Bohemond V. Antiohijski ga je prosil za več sto lokostrelcev, da bi zaščitili svojo kneževino pred razbojniki, in jih tudi dobil. Marija Briennska ga je prišla prosit za pomoč Latinskemu cesarstvu,  ki mu je grozil nikejski cesar Ivan III. Dukas Vatac. Njene prošnje so bile zavrnjene, saj je imela prednost križarska vojna proti nevernikom. Lojalist Hugo IV. Burgundski, ki je zimo preživel v Ahaji, je prepričal ahajskega vladarja Viljema Villehardouina, da se je pridružil križarskemu pohodu. Slednji je prispel z ladjami in frankovskimi vojaki iz Moreje in nameraval ostati le nekaj časa. 

### Križarji v Damietti
Sultan as-Salih Ajub je zimo preživel v Damasku in poskušal dokončati osvajanje Homsa še pred napadom Frankov. Pričakoval je, da se bodo križarji izkrcali v Siriji, ko je spoznal, da je njihov cilj Egipt, pa je prekinil obleganje Homsa in se odpravil v Kairo. Zaradi tuberkuloze ni mogel več osebno poveljevati svojim možem, zato je poveljstvo prepustil svojemu ostarelemu vezirju Fahr ad-Dinu ibn as-Šejku, ki se je med šesto križarsko vojno pogajal s Friderikom II. V Damietto je poslal strelivo in Beduine iz plemena Banu Kinana, znane  po pogumu. Dogajanja je spremljal iz svojega tabora v vasi Ašmun al-Ruman, vzhodno od glavnega rokava Nila. Fahr ad-Dina je podpiral Kutuz, kasnejši sultan Egipta.
13. maja 1249 se je križarska vojska začela vkrcavati na sto dvajset velikih transportnih ladij. Flota je izplula 30. maja in 4. junija 1249 priplula do Damiette. V prvem valu je priplula samo četrtina kraljevega kontingenta. Kralja so zato njegovi svetovalci pozvali, naj izkrcanje odloži do prihoda glavnine, kar je kralj zavrnil. Izkrcanje se je začelo ob zori 5. junija. Sledila je huda bitka na obali, v kateri je križarjem poveljeval sam kralj in zmagal. Fahr ad-Din se je umaknil čez most v Damietto in evakuiral panično mestno prebivalstvo. Umikajoči meščani so požgali del mesta, dostopnega mostu pa ne, kar je križarjem omogočilo lahek vstop v mesto. Guillaume de Sonnac je zapisal, da je bila Damietta osvojena z eno samo  križarsko žrtvijo.
Hitra osvojitev Damiette je bila nepričakovana, potem pa so poplave Nila ustavile napredovanje. Ludvik se je zaradi izkušenj iz prve bitke pri Mansuri  med peto križarsko vojno leta 1221 odločil, da bo pohod začasno ustavil. Čakal je tudi na prihod okrepitev pod poveljstvom brata Alfonza. Damietta se je med čakanjem spremenila v frankovsko mesto. Mošeja Amr Ibn al-A'as je postala stolnica, v kateri je bil kasneje krščen Ludvikov sin. Genovežani in Pisanci so bili nagrajeni za svoje zasluge, prav tako skesani Benečani. Domači koptski miafiziti so bili dobili svoje pravice in pozdravili Ludvikov prihod. Ludvik je pozdravil tudi svojega zaveznika, latinskega cesarja Balduina II. Konstantinopelskega, ki je zaradi hude finančne stiske Ludviku prodal relikvije pasijona. V poletnih mesecih je Damietta za kratek čas postala prestolnica Prekomorja. Nedejavnost in vlažna vročina v Nilovi delti sta vojake demoralizirala. V njihovem taboru so izbruhnile tudi bolezni, katerim je sledilo še pomanjkanja hrane.
Izguba Damiette je pretresla muslimanski svet in as-Salih Ajub je, tako kot njegov oče pred tridesetimi leti, ponudil Jeruzalem v zameno za Damietto. Ludvik je ponudba zavrnil, ker se ni hotel pogajati z nevernikom. Sultan je medtem kaznoval vse odgovorne za izgubo mesta, nekatere emirje tudi z usmrtitvijo. Muslimanska vojska se je umaknila v Mansuro, ki jo je zgradil al-Kamil na mestu svoje zmage nad križarji leta 1221. Umirajočega as-Saliha Ajuba so tja prinesli v nosilnici. Beduini so začeli izvajati gverilske operacije okoli Damiette in ubili vse Franke, ki so zašli iz mesta. Franki so za obrambo mesta zgradili nasipe in izkopali jarke.

### Pohod proti Mansuri
Vode Nila so se konec oktobra 1249 umaknile in Alfonz je prispel z okrepitvami iz Francije. Čas je bil za napad na Kairo. Peter Maulcerc in sirski baroni so namesto napada na Kairo predlagali napad na  Aleksandrijo, da bi presenetili Egipčane in dobili nadzor nad sredozemsko obalo Egipta. Ludvik in njegov brat Robert I. sta temu nasprotovala in 20. novembra 1249 se je frankovska vojska odpravila iz Damiette v Mansuro. Za zavarovanje mesta, v katerem sta ostala kraljica in patriarh Robert Nantski, je ostala vojaška posadka.
Pohod se je začel ob pravem času. As-Salih Ajub je 23. novembra 1249 umrl, potem ko so mu amputirali nogo, da bi mu rešili življenje zaradi resnega abscesa.  Ker as-Salih ni zaupal svojemu sinu al-Muazamu Turanšahu,  ga je držal v Hasankeyfu na varni razdalji od Egipta. As-Salihova vdova Šadžar al-Dur je uspela prikriti novico o moževi smrti do Turanšahovega prihoda in zaupala le glavnemu evnuhu Džamalu ad-Dinu Mohsenu in poveljniku Fahru ad-Dinu. Ponaredila je dokument, ki je Turanšaha imenoval za dediča, Fahr ad-Dina pa za podkralja Egipta. Po Turanšaha je bil poslan mameluški poveljnik Faris ad-Din Aktaj. Franke je vse to opogumilo in so verjeli, da se bo nasprotnikova oblast kmalu sesula.
Križarji so morali na poti iz Damiette v Mansuro prečkati številne kanale in rokave Nila. Največji je bil al-Bahr as-Sagit (Ušmumski kanal), ki se je odcepil od glavnega toka Nila tik pod Mansuro in tekel mimo Ašmun al-Rumana do jezera Manzala. Fahr ad-Din je glavnino svojih sil zadržal na drugem bregu kanala in s svojo konjenico nadlegoval Franke, ko so prečkali kanale. 7. decembra 1249 je prišlo do bitke pri Fariskurju, v kateri je bila egiptovska konjenica ustavljena, potem pa so templjarji na lastno pest zasledovali umikajoče. Ludvik je 14. decembra dosegel vas Baramun, samo  deset milj severno od svojega cilja. Naslednji teden se je utaboril na bregu Nila nasproti Mansure. 29. decembra je umrl škof Hugo Clermontski.

### Bitka pri Mansuri
Šest tednov sta se vojski Zahoda in Egipta soočali na nasprotnih straneh kanala, kar je zatem privedlo do druge bitke pri Mansuri, ki se je končala 11. februarja 1250 z zmago Ajubidov. Egipčani so poskušali napasti Franke iz zaledja, a jih je ustavil Karel I. Anžujski. Ludvik je odredil gradnjo pontonskega mostu čez vodni kanal, vendar je sovražnikovo bombardiranje, vključno z grškim ognjem, povzročilo opustitev del.  
Nekega dne je v tabor prišel egiptovski Kopt in kralju ponudil, da mu razkrije, kje je mogoč prehod čez kanal. Ob zori 8. februarja so se križarji s kraljem na čelu odpravili čez brod. Hugo IV. Burgundski in Renaud Vichierski sta  ostala in varovala tabor. Predhodnico s templjarji in angleškim kontingentom je vodil Robert I. Artoiški, ki mu je bilo ukazano, naj ne napade, dokler mu tega ne odredi kralj. Robert je kljub temu napadel  povsem nepripravljen egiptovski tabor. Veliko muslimanov je bilo ubitih, preživeli pa so zbežali v Mansuro. Poveljnika Fahr ad-Dina so templjarji ubili.
Guillaume de Chateauneuf in William Longespée sta po zavzetju tabora Roberta ponovno opozorila, naj počaka na prihod glavnine vojske. Robert ju je označil za strahopetce ter se pognal za bežečimi Egipčani. Poveljstvo nad bežečimi muslimani sta prevzela Kutuz in Bajbars, ki sta kasneje postala mameluška sultana, in vzpostavila red. Frankovsko konjenico sta spustila skozi načrtovano vrzel in jo nato napadla z bokov. Od 290 templjarjev jih je preživelo samo pet. Med njimi so bili mojster templjarjev Guillaume de Sonnac, ki je izgubil oko, Humbert V. de Beaujeu, francoski konstable, Janez II. Soissonski in bretonski vojvoda Peter Maulcerc. Med mrtvimi so bili kraljev brat Robert I. Artoiški, Viljem Longespée in večina njegovih angleških privržencev, Peter Courtenayski in Raoul II. Coucyjski. Preživeli so pohiteli opozorit kralja.
Ko je kralj izvedel za napad na egiptovski tabor, je svojo vojsko razporedil bojno vrsto, in ukazal inženirjem zgraditi ponton čez rečni kanal. Graditelje so branili samostrelci na drugem bregu kanala. Ponton je bil kljub napadu muslimanov zgrajen. Samostrelci so se umaknili v križarski tabor, muslimani pa v Mansuro. Ludvik je v bitki zmagal, vendar za ceno izgube veliko svojih vitezov in njihovih poveljnikov, vključno z mlajšim bratom. Toda zmaga je bila kratkotrajna.

### Katastrofa v Fariskurju
Razmere, v katerih se je znašel Ludvik, so spominjale na tiste v peti križarski vojni, ko je bila križarska vojska, ki je zavzela Damietto, prisiljena umakniti se. Ludvika bi verjetno doletela ista usoda, če mu Egipčani ne bi ponudili sprejemljivih pogojev. 11. februarja 1250 so Egipčani, podprti z okrepitvami z juga, ponovno napadli Franke. Karel I. Anžujski ter sirski in ciprski baroni na levem krilu so vzdržali, ostanki templjarjev in francoskih plemičev na desnem pa so omahovali in jih je moral reševati kralj. Mojster templjarjev Guillaume de Sonnac, ki je pri Mansuri izgubil oko, je v tej bitki izgubil še drugo in zaradi tega umrl. Ubit je bil tudi vršilec dolžnosti mojstra hospitalcev Jean de Ronay. Alfonz Poitierski, ki je varoval tabor, je bil obkoljen in rešen s s pomočjo pomožnega osebja. Ob mraku so se muslimani prenehali bojevati in so se vrnili v mesto.
Ludvik je nato v taboru čakal osem tednov  v upanju, da bodo notranje težave v Kairu delovale v njegovo korist. Namesto tega je 28. februarja 1250 iz Damaska prispel al-Muazam Turanšah, ki je bil po očetovi smrti razglašen za sultana. Njegov prihod je bil povod za novo egiptovsko ofenzivo. Egipčani so izdelali floto lahkih čolnov in jo s kamelami privlekli v spodnjo delto Nila. Tam so začeli prestrezati čolne, ki so iz Damiette prevažali hrano, in zajeli več kot osemdeset frankovskih plovil. Samo 16. marca 1250 je bil naenkrat izgubljen konvoj dvaintridesetih ladij. Franke so kmalu začele pestiti lakota in bolezni, vljučno z grižo in tifusom.
Bitka pri Fariskurju, ki se je zgodila 6. aprila 1250, je pomenila odločilni poraz Ludvikove vojske. Ludvik je vedel, da lahko vojsko reši samo umik v Damietto, zato je začel pogajanja in Turanšahu ponudil zamenjavo Damiette za Jeruzalem. Egipčani so spoznali njegov neugoden položaj in ponudbo zavrnili. Med načrtovanjem umika so Ludvikovi častniki pozvali Ludvika, naj nemudoma odide v Damietto, vendar kralj ni hotel zapustiti svojih mož. Odločeno je bilo, da bodo bolne poslali z ladjami po Nilu, zdravi pa bodo odšli peš po poti, po kateri so prišli. Umik se je začel zjutraj 5. aprila, Egipčani pa so jih zasledovali. Frankom je uspelo prečkati rokav al-Bahr as-Saghit, vendar za seboj niso uničili pontona. Egipčani so to izkoristili in z vseh strani napadli Franke. Prve napade so Franki odbili, Ludvik pa je ponoči zbolel. Muslimani so naslednji dan pri Fariskuju, 16 kilometrov jugozahodno od Damiette, obkolili in z vso silo napadli Franke.  Med ubitimi je bil tudi Hugo XI. Lusignanski. Bolnim in utrujenim vojakom je bilo jasno, da je prišel njihov konec. 6. aprila se je Filip Montfortski začel neposredno s sultanom pogajati o Ludvikovi predaji. Kralja in njegovo spremstvo so v verigah odpeljali v Mansuro, celotno vojsko pa so zbrali in odpeljali v ujetništvo. Ladje, ki so prevažale bolne v Damietto, so obkolili in ujeli. Egiptovska zmaga je bila popolna. Obupan templjarski vitez je zapisal: 
"Bes in žalost sta sedeli v mojem srcu ... tako trdno, da komaj upam ostati živ. Zdi se, da Bog želi podpreti Turke v našo izgubo ... ah, Gospod Bog ... žal, kraljestvo Vzhoda je izgubilo toliko, da se ne bo moglo nikoli več dvigniti. Zgradili bodo mošejo iz samostana Svete Marije, in ker je tatvina všeč njenemu Sinu, ki bi moral ob tem jokati, smo prisiljeni tudi mi ubogati ... Vsak, ki se želi boriti proti Turkom, je nor, kajti Jezus Kristus se ne bori več proti njim. Zmagali so, zmagali bodo. Kajti vsak dan nas potiskajo navzdol, saj vedo, da Bog, ki je bil buden, zdaj spi in da Mohamed postaja močan."

### Ludvikovo ujetništvo in osvoboditev
Egipčane je presenetilo veliko število ujetnikov. Sultan je njihovo število ocenil na 30.000, kar je zagotovo pretiravanje, zajeta pa je bila verjetno večina Ludvikove vojske. Ker tako veliko ujetnikov ni bilo mogoče čuvati, so bolne takoj usmrtili in nato po sultanovem ukazu vsak dan obglavili več sto ljudi. Ludvika so premestili v zasebno rezidenco v Mansuri. Križarske voditelje so zadržali skupaj v večjem zaporu in jim grozili s smrtjo, a jim je odkupnina omogočila, da so ostali živi. Ko je sultan od Ludvika zahteval, naj mu odstopi ne le Damietto, temveč vsa frankovska ozemlja v Siriji, je ta opozoril, da je vse to v posesti cesarjevega sina Konrada II. Jeruzalemskega. Končni pogoji, ki jih je sultan zahteval za kraljevo osvoboditev, so bili strogi. Sebe bi odkupil s predajo Damiette, svojo vojsko pa s plačilom milijona bezantov, kar je bilo kasneje zmanjšano na 800.000 bezantov. Po potrditvi pogojev so  kralja in barone odpeljali po reki v Fariskur, kjer je bil nastanjen sultan. Od tam naj bi odšli v Damietto in jo 30. aprila 1250 predali sultanu.
Da je prišlo do sklenitve dogovora, je bila v veliki meri zasluga francoske kraljice. Ko je Ludvik začel svoj pohod na Mansuro, je bila Margareta Provansalska v pozni nosečnosti. Sin Ivan Tristan je bil rojen  8. aprila, tri dni po novici o predaji križarske vojske. Kraljica je hkrati izvedela, da Pizani in Genovežani načrtujejo evakuacijo Damiette zaradi pomanjkanja hrane. Vedela je, da Damietta  brez Italijanov ne more obstati, brez Damiette pa ni imela ničesar, kar bi lahko ponudila za kraljevo osvoboditev. Predlagala je, da bi odkupili vsa razpoložljiva živila in jih nato razdelili v mestu. Kraljico so nato preselili v Akro, latinski patriarh Robert Nantski pa naj bi s sultanom dokončal dogovore o odkupnini.
Robert je ob svojem prihodu na pogajanja izvedel, da so Turanšaha 2. maja 1250 umorili v državnem udaru, ki ga je sprožila njegova mačeha Šadžar al-Dur, vodil pa Bajbars. Poveljnik vojske je po Turanšahovem atentatu postal Ajbak, ki se je kasneje poročil s Šadžar al-Dur. Turanšahova zagotovila o varnosti so bila nična in z Robertom so ravnali kot z ujetnikom. Egipčani so na koncu le potrdili dogovorjene pogoje in 6. maja je Geoffrey Serginski izročil Damietto muslimanski predhodnici. Kasneje so tja pripeljali kralja in plemiče in Ludvik se je lotil zbiranja denarja za prvi obrok odkupnine. Zbranega denarja ni bilo dovolj, potem pa so templjarji, znani po svojem bogastvu, zagotovili razliko. Ludvik in baroni so odpluli proti Akri, kamor so po nevihtni plovbi prispeli 12. maja 1250. V Damietti je ostalo veliko ranjenih vojakov, ki so jih muslimani v nasprotju z obljubo pobili.

### Posledice egiptovske kampanje
Sedma križarska vojna se je nadaljevala še štiri leta, vendar brez bitk.  V Akri si je Ludvik prizadeval za osvoboditev svoje ujete vojske in poskušal vzpostaviti red v vse bolj kaotičnem Prekomorju. Ludvik je bil zadnji križarskih voditelj, ki je dejansko prišel na Bližnji vzhod. Njegov neuspeh so močno občutili tako na Zahodu kot v Sveti deželi in muslimanskem svetu. Ko je novica o polomu dosegla Evropo, so poročali o nemirih v Benetkah in drugih italijanskih mestih. Francija se je potopila v nekakšno javno žalovanje. Za mnoge je bila žalost takojšnja in osebna, zlasti za tiste, katerih svojci so bili ubiti ali ujeti. V Franciji so se sprva agresivni odzivi spremenili v splošno razočaranje.
S Turanšahovo smrtjo se je v bistvu končala Ajubidska dinastija, ki jo je začel Saladin. Šadžar al-Dur abasidski kalif al-Mustasim v Bagdadu ni priznal. Šadžar se je poročila s svojim poveljnikom Ajbakom in nato abdicirala in prestol prepustila svojemu možu. Ajbakova formalna vladavina se je končala po samo petih dneh, ker so bahrijski mameluki, ki so takrat obvladovali Egipt, za sultana postavili šestletnega al-Ašrafa Muso. Dejansko oblast je kljub temu še vedno izvajal Ajbak, ki se je uradno vrnil na svoj položaj atabega. Egipt se je kot  mameluški sultanat obdržal do leta 1517.
Angleški kralj Henrik III. je spomladi ali poleti 1250  skupaj s številnimi svojimi podložniki sprejel vodenje nove križarske vojne, vendar je papeža prepričal, naj odpravo odloži. Ludvikovi bratje so zavrnili pošiljanje pomoči iz Francije, kjer je bilo javno mnenje ogorčeno in hkrati razočarano. Francoski plemiči so se zadovoljili z grenkimi komentarji proti papežu, ki je raje pridigal o križarskih vojnah proti krščanskim imperialistom kot o pomoči tistim, ki so se borili proti nevernikom. 13. decembra 1250 je v Italiji umrl Friderik II., ki je v muslimanskih krogih ostal spoštovan vladar. Njegov sin Konrad II. Jeruzalemski ni imel očetovega ugleda in je podedoval papeževo križarsko vojno proti svojemu očetu. Blanka Kastiljska je šla celo tako daleč, da je zaplenila premoženje vsem kraljevim vazalom, ki so se odzval na poziv papeža Inocenca IV., da bi poleti 1251 poslal križarsko vojsko proti Konradu. Niti ona niti njeni svetovalci se niso potrudili poslati okrepitev na vzhod.

## Križarski pohod pastirjev (1251)
Križarski vojna pastirjev (latinsko Crucesignatio pastorellorum) leta 1251 je bila križarska vojna revnih pastirjev in kmetov iz Nizozemske in severne Francije, ki so se odpravili na vzhod, da bi pomagali ujetemu Ludviku IX. in rešili  Sveto deželo pred neverniki. 
Po osvoboditvi iz egiptovskega ujetništva je Ludvik poslal v Francijo svoja brata, da bi poiskala pomoč. Ludvikova mati Blanka Kastiljska, ki je delovala kot regentka, si je zaman prizadevala najti okrepitve, saj ji niso hoteli pomagati niti plemiči niti duhovščina. V tem trenutku so se dvignili državljani in oznanili, da bodo šli kralju na pomoč. Ob Veliki noči leta 1251 je skrivnostna oseba, znana kot Le Maître de Hongrie (dobesedno Gospodar Ogrske), začela pastirjem na severu Francije pridigati o križarski vojni, vedno z zemljevidom, ki naj bi mu ga dala Devica Marija. Privabljal je velike množice in jim dovolil, da so vzeli križ brez papeževega dovoljenja.
Gibanje se je hitro širilo in kmalu je bila ustanovljena vojska pastirjev s skoraj 60.000 možmi, ki so nosili prapor, na katerem je bila upodobljena Blažena Devica, ki se je prikazala Gospodarju Ogrske. Vojska je kmalu postala sovražna do duhovščine, zlasti do dominikancev, ki so jih obtožili, da so kralja napeljali k odhodu v Sveto deželo. Kmalu se je njihovim vrstam pridružila množica manj zaželenih moških in žensk, ki so z vse večjo drznostjo napadali klerike in pridigali proti škofom in celo papežu. Blanka si je predstavljala, da bi lahko  poslala pastirje na pomoč svojemu sinu, in se je srečala z vodjem in mu priskrbela darila. Ohrabreni pastirji so predvidljivo kaotično vstopili v Pariz. Zatem so se razdelili v več vojsk, ki so širile teror po Franciji. Blanka je nazadnje spoznala svojo zmoto in kraljevim častnikom ukazala, naj jih polovijo in uničijo. Pastirje so zasledovali in jih  blizu Villeneuve-sur-Cher ustavili. Gospodar Ogrske je bil v spopadu ubit skupaj z velikim številom svojih privržencev, s čimer se je končalo eno najbolj nenavadnih ljudskih gibanj.
Po prihodu v Akro je Ludvik razmišljal o svojih načrtih za prihodnost. Njegova mati ga je zaradi nemirov med prebivalstvom in drugih perečih težav spodbujala k hitri vrnitvi v Francijo, vendar je menil, da mora ostati. Njegova katastrofalna križarska vojna je uničila tako francosko kot križarsko vojsko v Levantu. Razen tega se je čutil dolžnega ostati, dokler ne bodo v Egiptu osvobodili še zadnjega ujetnika. 3. julija je javno naznanil svojo odločitev, da ostane. Francoskim plemičem je poslal pismo, v katerem je poročal o svoji odločitvi in prosil za okrepitve.

### De factovladar kraljestva
Kraljevi bratje in vodilni plemiči križarske vojne so sredi julija odpluli iz Akre in v Sveti deželi pustili vojsko približno 1400 mož. Kraljica je ostala s kraljem in njun sin Ivan Tristan je kmalu dobil bratca in sestrico. Ludvik je bil je dejanski vladar kraljestva, zlasti po Friderikovi smrti, čeprav je bil prestol zakonito v lasti Friderikovega sina Konrada II. Jeruzalemskega, ki ni nikoli več prišel na Vzhod. Regentstvo Jeruzalemskega kraljestva  je prešlo z Alice Šampanjske na njenega sina Henrika I. Ciprskega. Ta je nato za baillija imenoval svojega bratranca Ivana Arsufskega, ki je vlado predal Ludviku. Ludvik  je bil  veliko uspešnejši kot Friderik. Po smrti Bohemonda V. Antiohijskega 17. januarja 1252 je uspešno rešil antiohijsko krizo. Bohemond VI. Antiohijski, star petnajst let, je nasledil kneževino pod regentstvom svoje matere Lucienne Segnijske, ki je oblast predala svojim italijanskim sorodnikom. Bohemond VI., ki je vedel za nepriljubljenost svoje matere, je z Ludvikovim soglasjem prosil papeža, naj postane polnoleten nekaj mesecev pred zakonitim datumom. Inocenc IV. se je strinjal in kralj je Bohemonda v Akri povišal v viteza. Lucienne je bila odstavljena. Hkrati je Ludvik dosegel spravo med Antiohijo in Kilikijsko Armenijo ter pozabil na prejšnje slabe odnose s Hetumom I. Armenskim. Leta 1254 se je Bohemond VI. na Ludvikov predlog poročil s Sibilo Armensko, hčerko armenskega kralja, s čimer je v bistvu postal vazal svojega tasta. Armence je prepričal, da sodelujejo pri zaščiti Antiohije.
Henrik I. Ciprski je umrl 18. januarja 1253 in za dediča zapustil sina Huga II. Ciprskega, starega le nekaj mesecev. Njegova vdova, Plaisance Antiohijska, hči Bohemonda V., je zahtevala regentstvo tako Cipra kot Jeruzalema. Baroni so za priznanje  regentstva zahtevali njeno prisotnost. Ivan Arsufski je ostal njen bailli, potem pa se je Plaisance poročila z njegovim sinom Balianom Arsufskim. Dejanski vladar je še naprej ostal Ludvik.

### Pogajanja za ujetnike
Izkušnje iz  Egipta in trenutno pomanjkanje vojakov so Ludvika spodbudile k razmišljanju o diplomatskih odnosih z muslimani. Čas  za diplomacijo je bil ugoden, saj mameluški prevzem oblasti v Egiptu v Siriji, kjer so ostali zvesti Ajubidom, ni bil dobro sprejet. Po Turanšahovi smrti je an-Nasir Jusuf 9. julija 1250 izvedel prijateljski prevzem Damaska. Nastalo rivalstvo med Kairom in Damaskom je Ludviku dobro služilo, saj sta si oba želela pomoči Frankov. Kmalu po prihodu v Akro je Ludvik sprejel odposlance an-Nasirja Jusufa, vendar ni prevzel nobene obveznosti.  Zavezništvo med Akro in Damaskom bi bilo morda strateško bolj zaželeno, vendar je moral upoštevati može, ki so bili še vedno v ujetništvu v Egiptu.
Damaščanska vojska an-Nasirja Jusufa je napadla Egipt in 2. februarja 1251 blizu Zagaziga naletela na egiptovsko vojsko pod Ajbakovim poveljstvom. Sirci so bili sprva uspešni, dokler ni eden od njihovih mameluških polkov sredi bitke dezertiral. Jusuf, ki ni slovel po svojem pogumu, je pobegnil v Damask. Mameluška oblast v Egiptu je bila obranjena, Ajubidi pa so še vedno vladali v Palestini in Siriji. Ko je Jusuf stopil v stik z Akro, je predlagal, da bi morda zamenjal Jeruzalem za frankovsko pomoč. Ludvik je v Kairo poslal delegacijo pod vodstvom Ivana Valenciennskega, ki je  Ajbaka opozorila, da se bo Ludvik povezal z Damaskom, če vprašanje frankovskih ujetnikov ne bo kmalu rešeno. Zvijača je uspela. Ajbak je osvobodil  približno 3000 ujetnikov, vključno z mojstrom hospitalcev Guillaumom de Chateauneufom, v zameno za 300 muslimanskih ujetnikov. Ludvik je nato zahteval izpustitev vseh preostalih ujetnikov brez plačila drugega obroka odkupnine. Ajbek je na to pristal v zameno za vojaško zavezništvo proti Jusufu. Obljubil je tudi vrnitev meja na tiste pred letom 1187.  Ludvik je ponudbo sprejel in ujetniki so bili marca 1252 izpuščeni. Templjarji so trmasto zavračali prekinitev odnosov z Damaskom in Ludvik jih je bil prisiljen javno ošteti in zahtevati opravičilo.
Ko je an-Nasir Jusuf izvedel za sporazum, je svoje čete namestil v Gazi med novima zaveznikoma. Mameluki niso uspeli prebiti zapore. Med Sirci in Franki je nastal eno leto dolg zastoj, saj si nobeden od njiju ni želel vojne. Ludvik je medtem popravil utrdbe v Jafi, Akri, Haifi in Cezareji. V začetku leta 1253 je Jusuf prosil Bagdad, naj posreduje med njim in mameluki. Al-Mustasim, ki je želel združiti muslimanski svet proti Mongolom, je prosil Ajbaka, naj sprejme pogoje Damaska. Ajbak je bil v zameno priznan za egiptovskega sultana in mu je bilo dovoljeno priključiti večino Palestine. Mir je bil podpisan aprila 1253. Prejšnji dogovor s Franki, vključno z vrnitvijo meja, je bil že zdavnaj pozabljen. Nobeden od muslimanskih voditeljev ni več kazal nobene želje po vojni s Franki.